# Річки (зупинний пункт)
Річки́ — пасажирська зупинна залізнична платформа Львівської дирекції Львівської залізниці.
Розташована у с. Річки Жовківського району Львівської області на лінії Рава-Руська — Червоноград між станціями Угнів (13 км) та Рава-Руська (5 км).
Станом на грудень 2016 р. на платформі зупиняються приміські поїзди.